# Stazione di Rikuzen-Hamada
La stazione di Rikuzen-Hamada (陸前浜田駅?, Rikuzen-Hamada-eki) è una fermata ferroviaria della cittadina di Rifu, nella prefettura di Miyagi, in Giappone, ed è servita dalla ferrovia suburbana linea Senseki della JR East.

## Servizi ferroviari
East Japan Railway Company
■ Linea Senseki

## Struttura
La stazione è dotata di un marciapiede laterale con un solo binario passante, servito da entrambe le direzioni. Il piccolo fabbricato viaggiatori dispone di una biglietteria automatica, un sensore per utilizzare la bigliettazione elettronica Suica, e servizi igienici.
| 1 | ■ Linea Senseki | per Matsushima-Kaigan e Takagimachi          |
| 1 | ■ Linea Senseki | per Hon-Shiogama, Tagajō, Sendai e Aoba-dōri |

## Stazioni adiacenti
| «                    | Servizio      | »                 |
| Linea Senseki        | Linea Senseki | Linea Senseki     |
| -------------------- | ------------- | ----------------- |
| Higashi-Shiogama     | ■ Locale      | Matsushima-Kaigan |
| I rapidi non fermano |               |                   |